# Cannon Beach
Cannon Beach – miasto w hrabstwie Clatsop w stanie Oregon w USA. Największą atrakcją turystyczną miasta jest monolit skalny Haystack Rock.